# Oxybelis fulgidus
La culebrilla Verde (Oxybelis fulgidus) es un Colubridae o culebra (colúbridos) arbórea larga y delgada que habita en América Central y el norte de América del Sur.

## Descripción
Esta serpiente es delgada, alrededor de 2 cm de grosor y puede llegar a medir entre 1.5 y 2 metros de largo. Su cola es larga y muy delicada, usada más que nada para sostenerse mientras alcanza a su presa. Su cabeza es de forma aerodinámica y muy puntiaguda; su boca es muy grande y se extiende casi a través de toda su cabeza. La lengua es larga y verde y cuando está en uso la mantiene afuera moviéndola de arriba abajo.

## Cazando su Presa
La bejuquilla verde se queda en lo alto de los árboles mirando hacia el suelo. Cuando encuentra un ratón, lagartija o nido la serpiente sigue a la presa una corta distancia y la huele cuidadosamente. Si la serpiente está contenta con lo que huele, muerde la cabeza de la presa y la levanta de 20 a 40 cm del suelo. Con esto la serpiente evita que la presa use su fuerza física. La bejuquilla tiene dos dientes más grandes en la parte posterior de la boca, dichos dientes permiten que la saliva tóxica penetre las heridas e inmovilice a la presa. Luego, se la traga rápidamente. Una vez la presa está completamente dentro de la serpiente, la bejuquilla busca un lugar para descansar, usualmente el punto más alto de un árbol.

## Comportamiento en Cautiverio
A las serpiente se les debe mantener en grandes terrarios con una altura de por lo menos 2 metros y una superficie de 6 a 16 metros cuadrados. Su comportamiento hacia los humanos es neutral y usualmente la serpiente va hacia el otro lado del terrario. Algunas se adaptan muy bien e incluso se acercan. La mordedura de una bejuquilla es muy dolorosa y podría incluso inmovilizar un dedo por meses. La presa favorita de las bejuquillas en cautiverio son ratones (blancos, negros y grises). No es recomendable alimentarlas con ratones demasiado grandes. Si el ratón es muy grande, la bejuquilla ni siquiera intentará comérsela pero si lo intenta y sale lastimada podría resultar muy difícil conseguir ayuda médica para ella.

## Imágenes

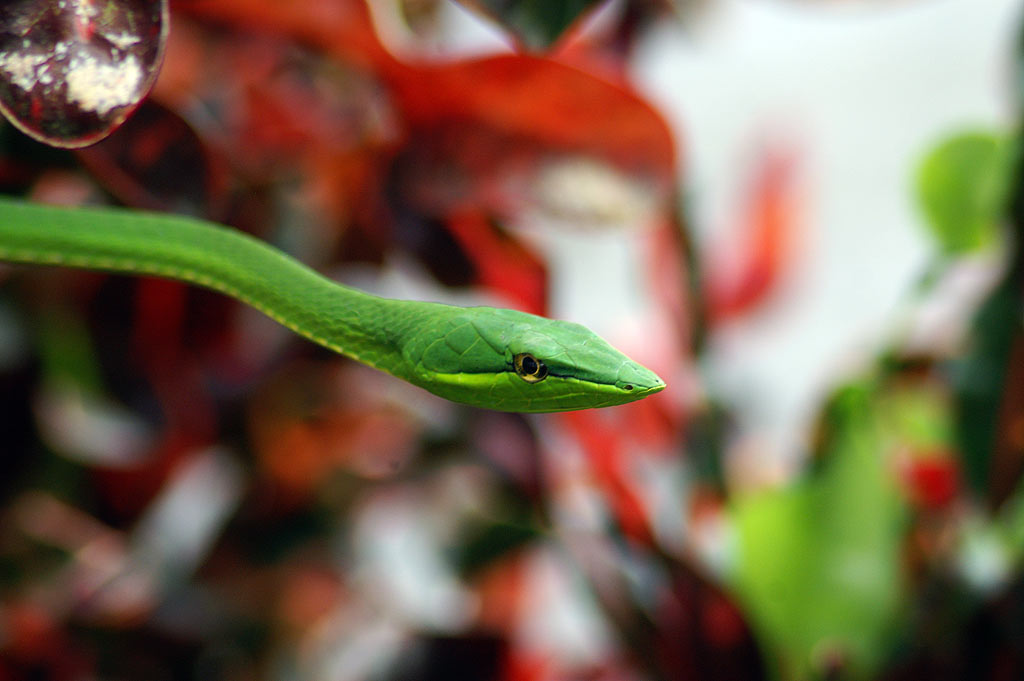
Oxibelis fulgidus en el Parque Nacional Tortuguero - Costa Rica
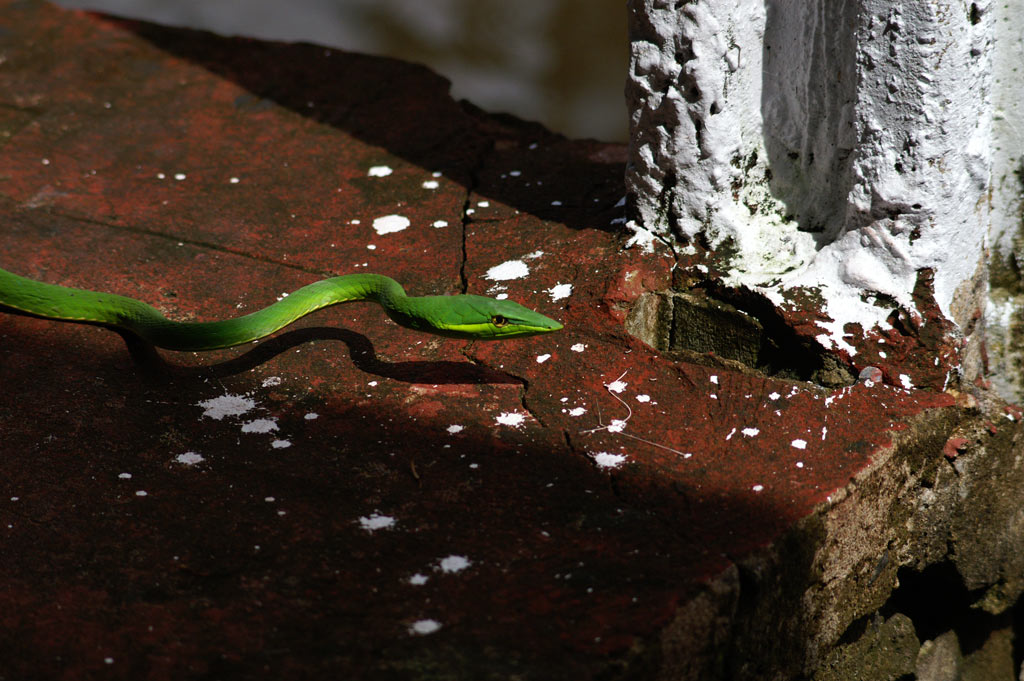
Oxibelis fulgidus en el Parque Nacional Tortuguero - Costa Rica
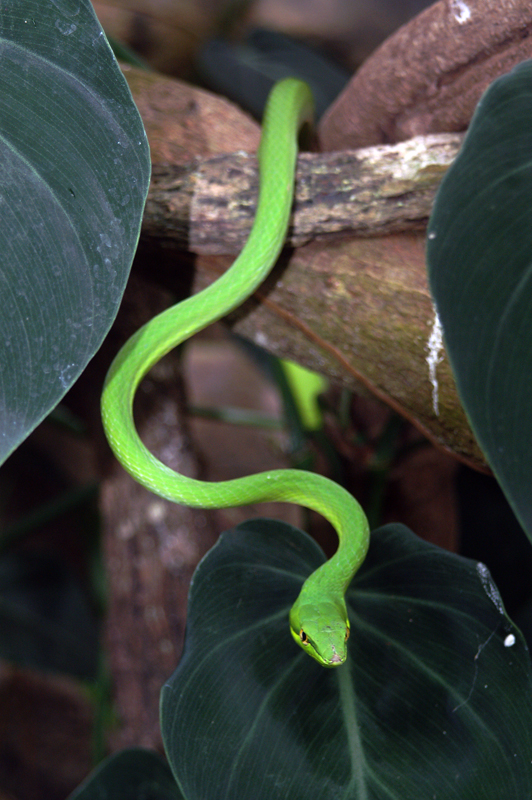
Oxibelis fulgidus en Cahuita - Costa Rica
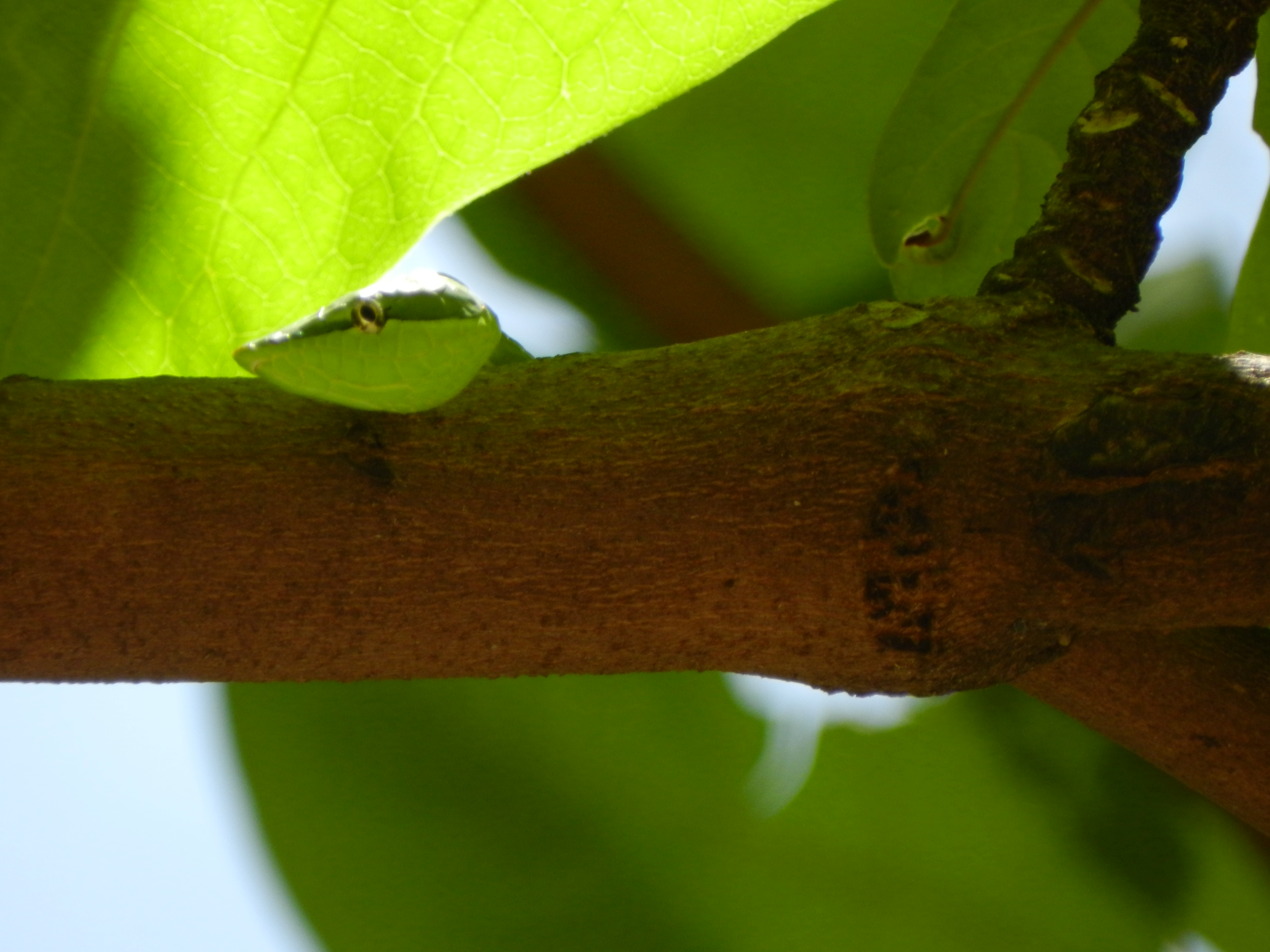
Acercamiento a la cabeza de una Oxibelis fulgidus en El Crucero, Managua, Nicaragua.
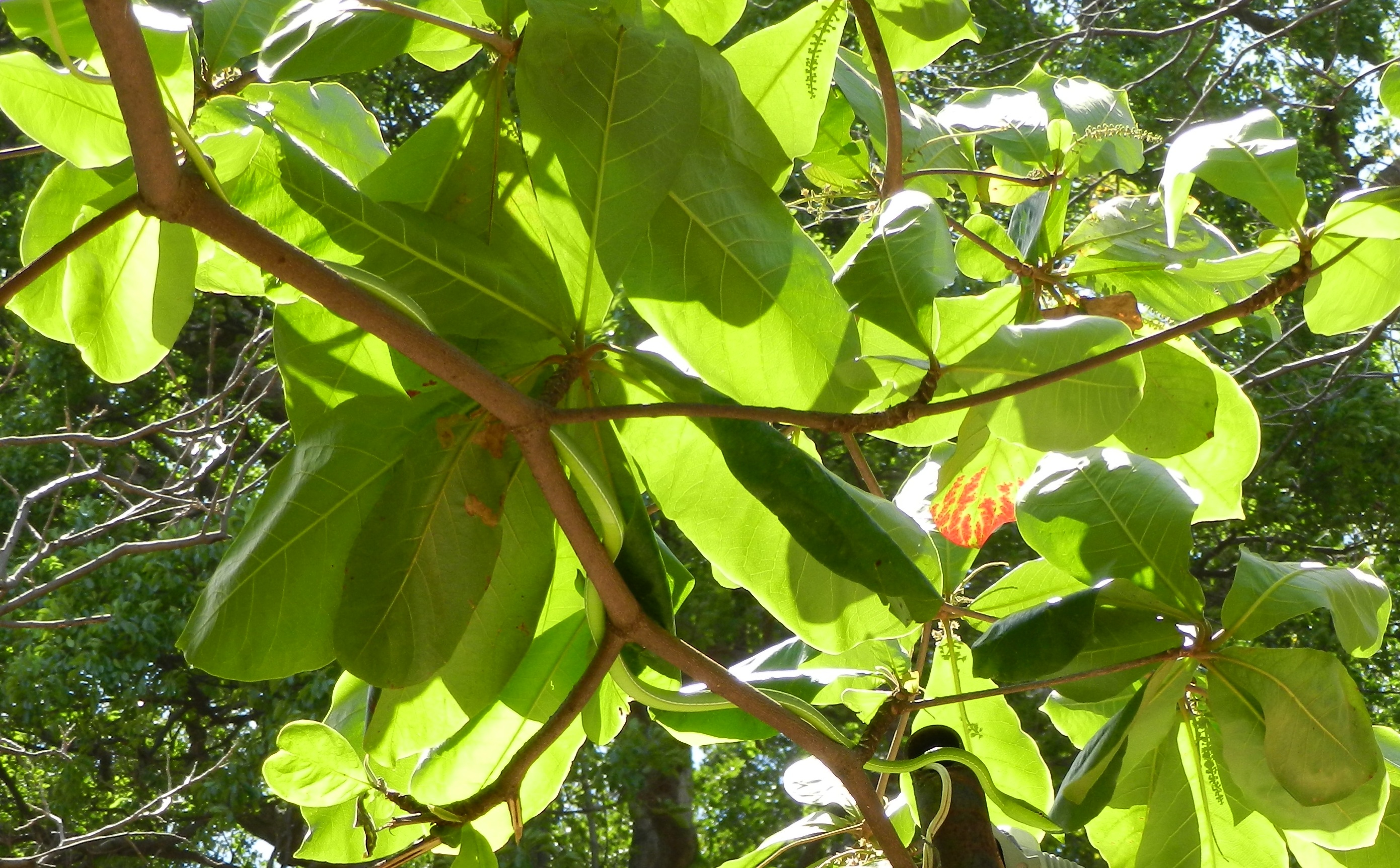
Oxibelis fulgidus sobre rama de almendro en El Crucero, Managua, Nicaragua.